# Аброния зонтичная
Аброния зонтичная (лат. Abronia umbellata) — вид многолетних травянистых растений семейства Никтагиновые (Nyctaginaceae).
В природе произрастает в прибрежных районах Калифорнии.
Многолетнее травянистое растение до 20 см высотой, выращиваемое как однолетнее. Стебли стелющиеся, до 50 см длиной. Цветки мелкие, лепестки у основания сросшиеся в жёлто-зелёную трубку, розовые, душистые, собраны в зонтиковидное соцветие 10—12 см в поперечнике, напоминают соцветия вербены, за что её иногда называют «песчаной вербеной».
Цветёт с июля до заморозков. Плодоносит, в 1 г от 60 до 80 семян.
В культуре с 1788 года. Очень эффектна её крупноцветковая разновидность с лилово-розовыми цветками с жёлтым пятном у основания лепестков.
Подвиды
- Abronia umbellata subsp. acutalata (Standl.) Tillett
- Abronia umbellata subsp. breviflora (Standl.) Munz [syn.  Abronia breviflora Standl.]
- Abronia umbellata subsp. platyphylla (Standl.) Munz